# Reina consorte
Reina consorte es el título otorgado a la esposa de un monarca reinante. Según el Diccionario Merriam-Webster, el término fue utilizado por vez primera en 1765. Generalmente recibe el equivalente femenino de los títulos y tratamientos del rey. Históricamente, las reinas consortes no comparten los poderes políticos y militares del monarca. Si el soberano ostenta un título diferente al de rey, su esposa es contemplada con el equivalente femenino, como por ejemplo «princesa consorte», «emperatriz consorte» o «gran duquesa consorte».
A diferencia de una reina consorte, la reina que lleva el título por derecho propio suele obtenerlo por haberlo heredado tras la muerte del anterior monarca.

## Lista de consortes

### Europa

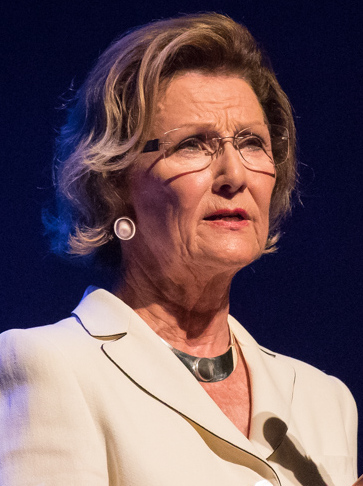
Sonia, consorte del rey Harald V de Noruega
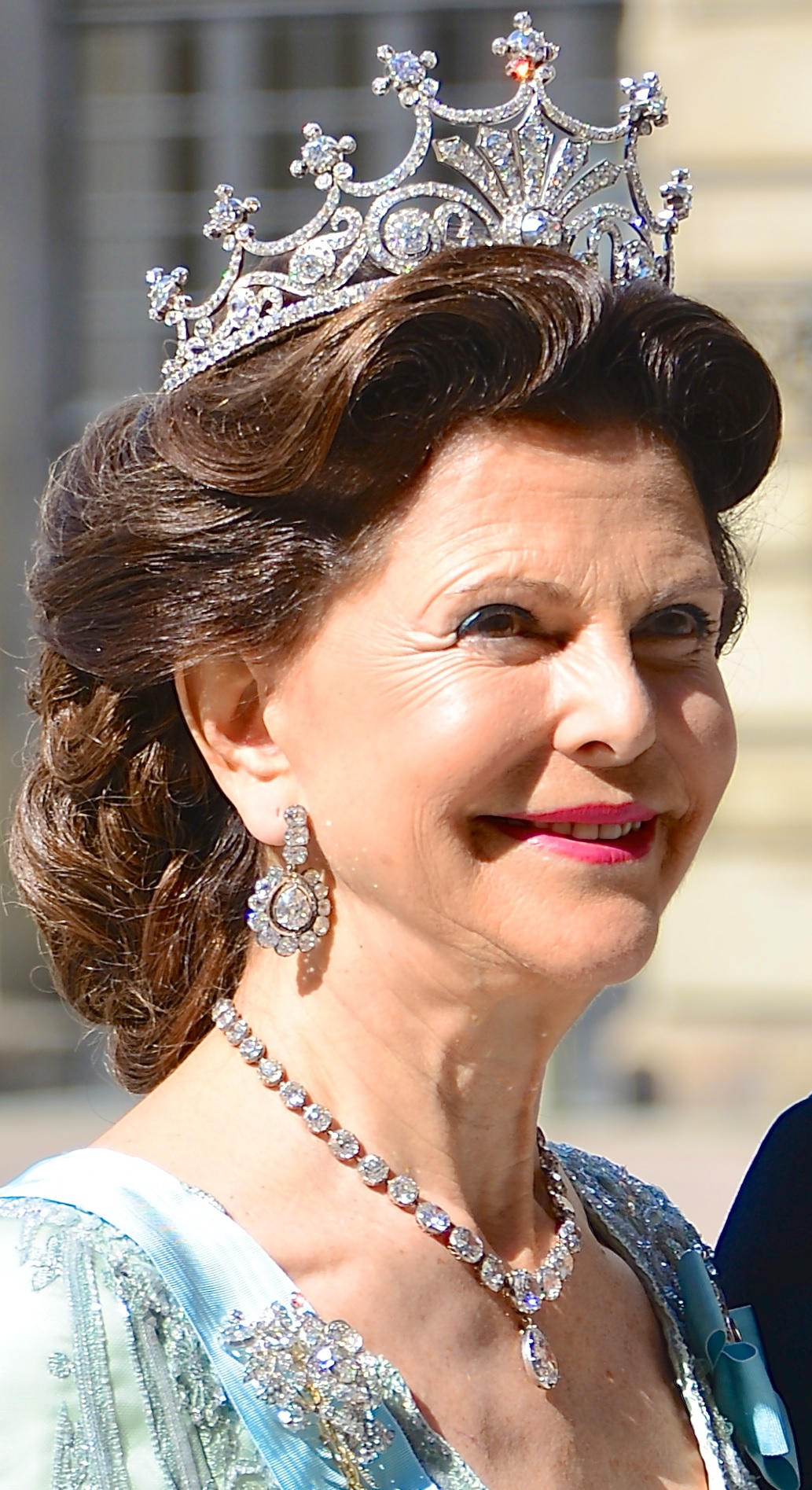
Silvia, consorte del rey Carlos XVI Gustavo de Suecia
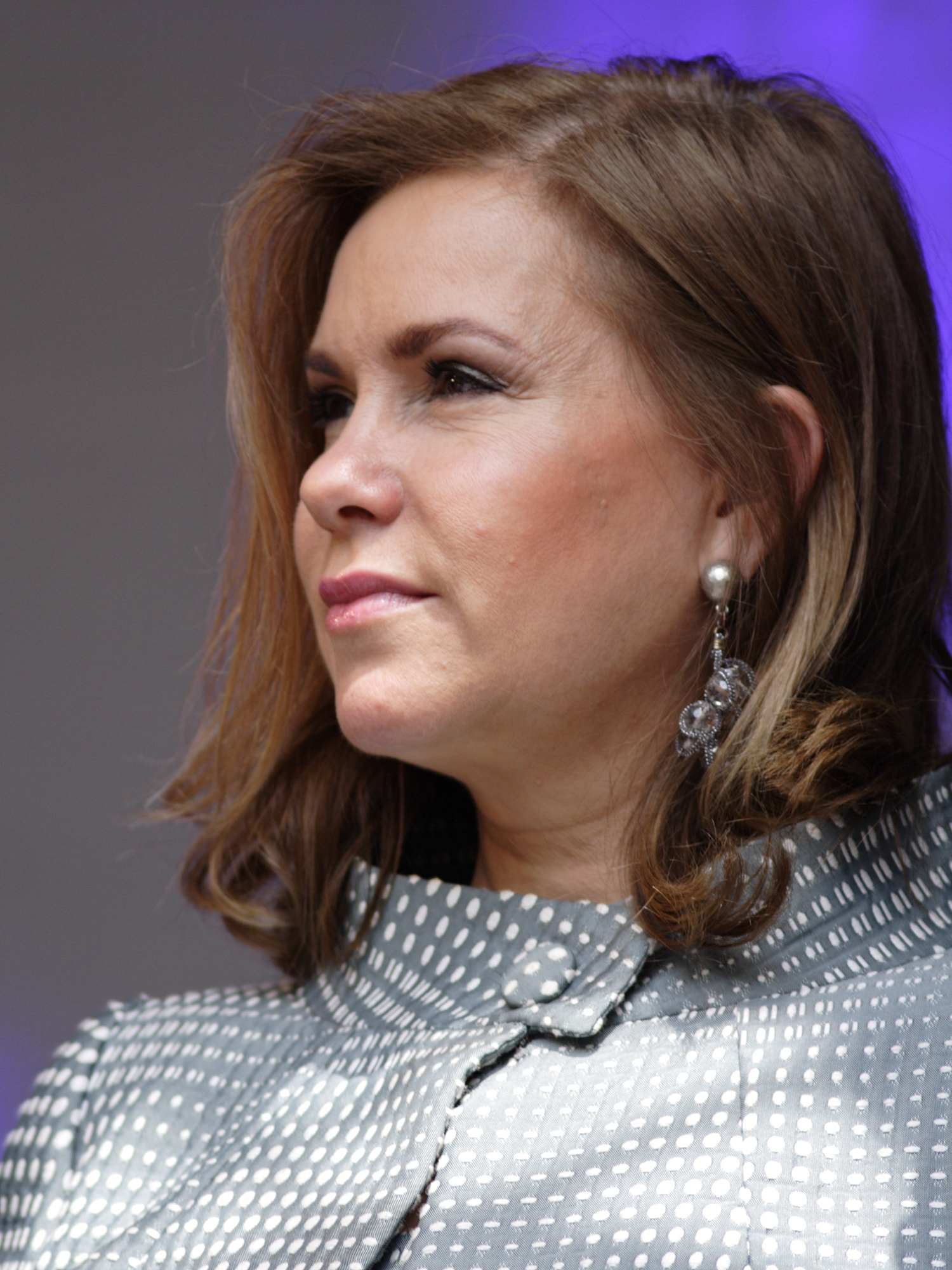
María Teresa, gran duquesa consorte del gran duque Enrique de Luxemburgo
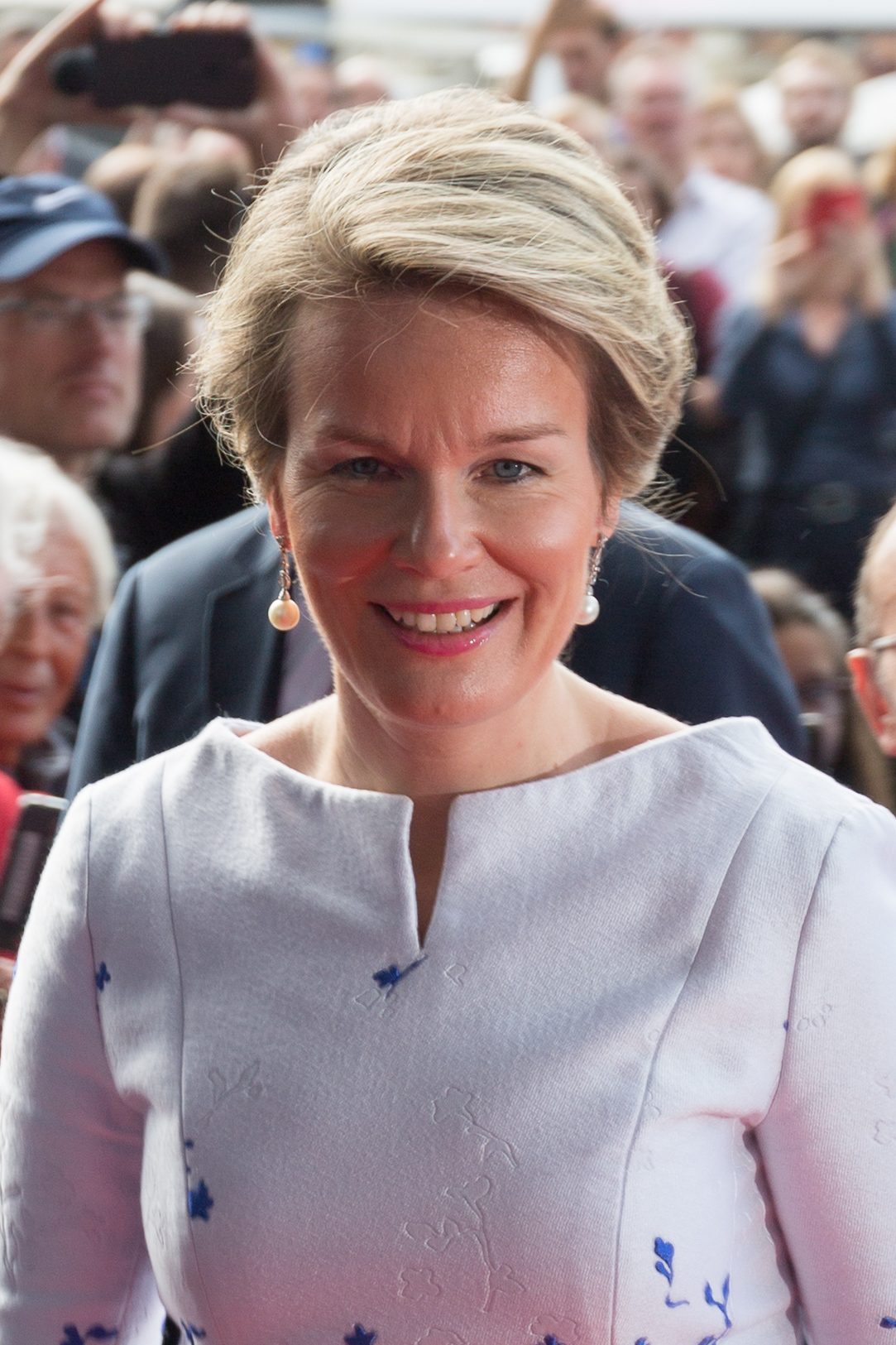
Matilde, consorte del rey Felipe de Bélgica
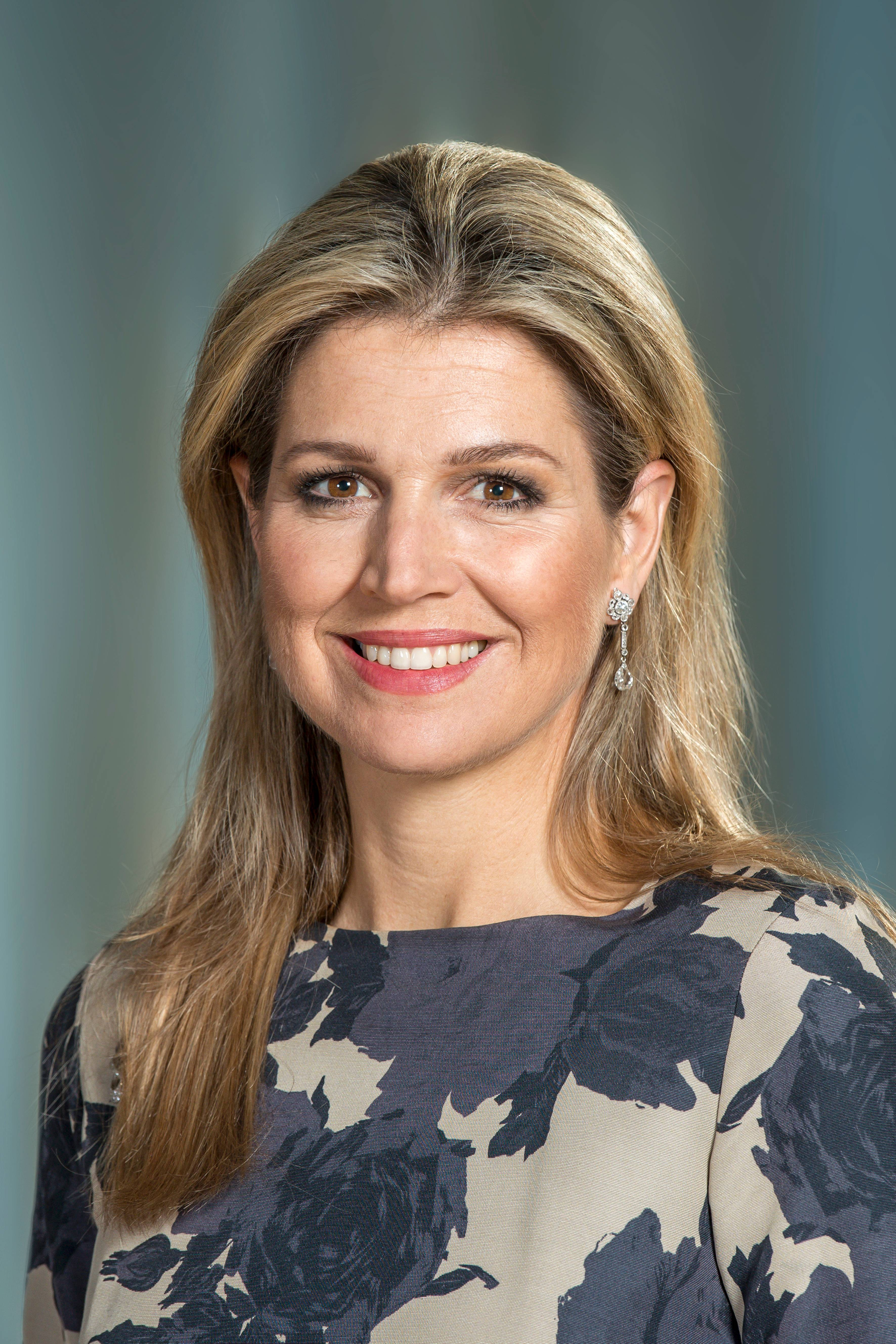
Máxima, consorte del rey Guillermo Alejandro de los Países Bajos
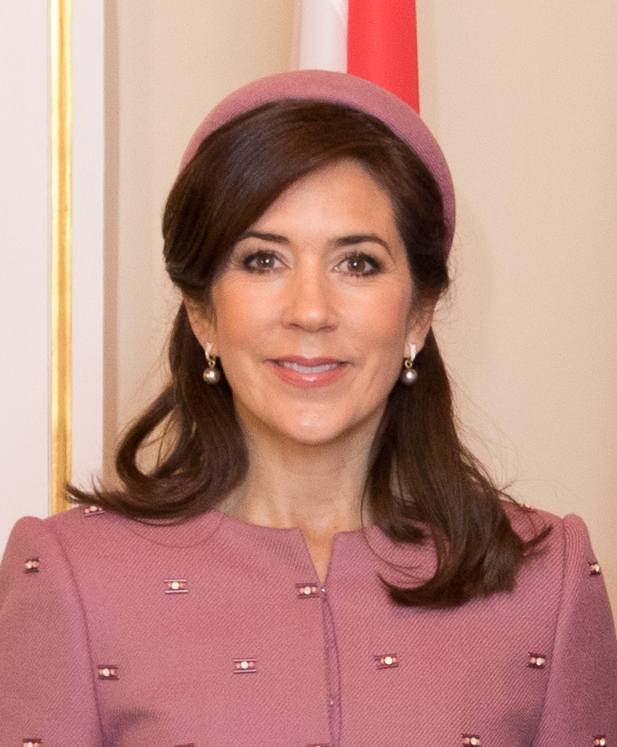
María, consorte del rey Federico X de Dinamarca
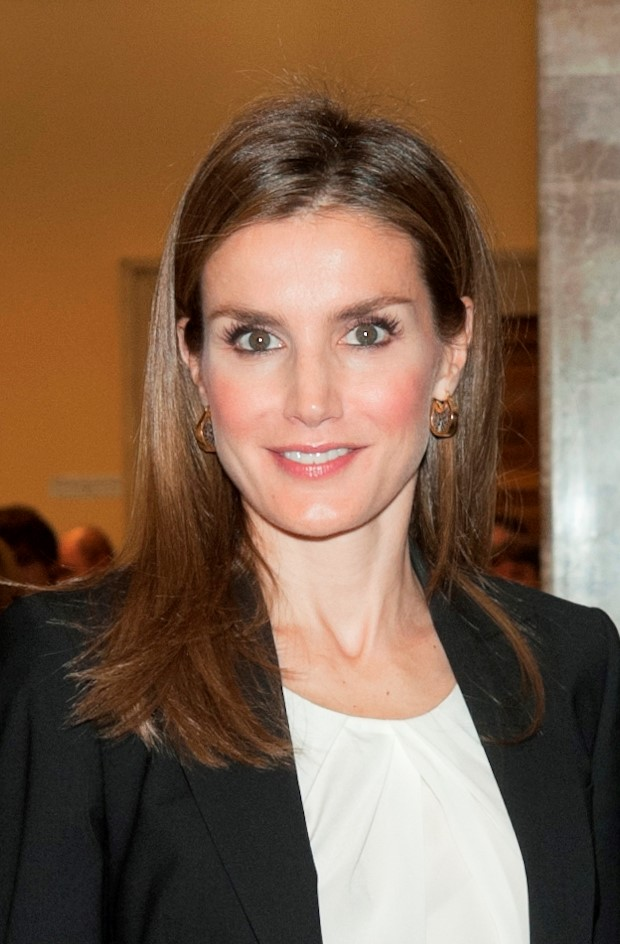
Letizia, consorte del rey Felipe VI de España
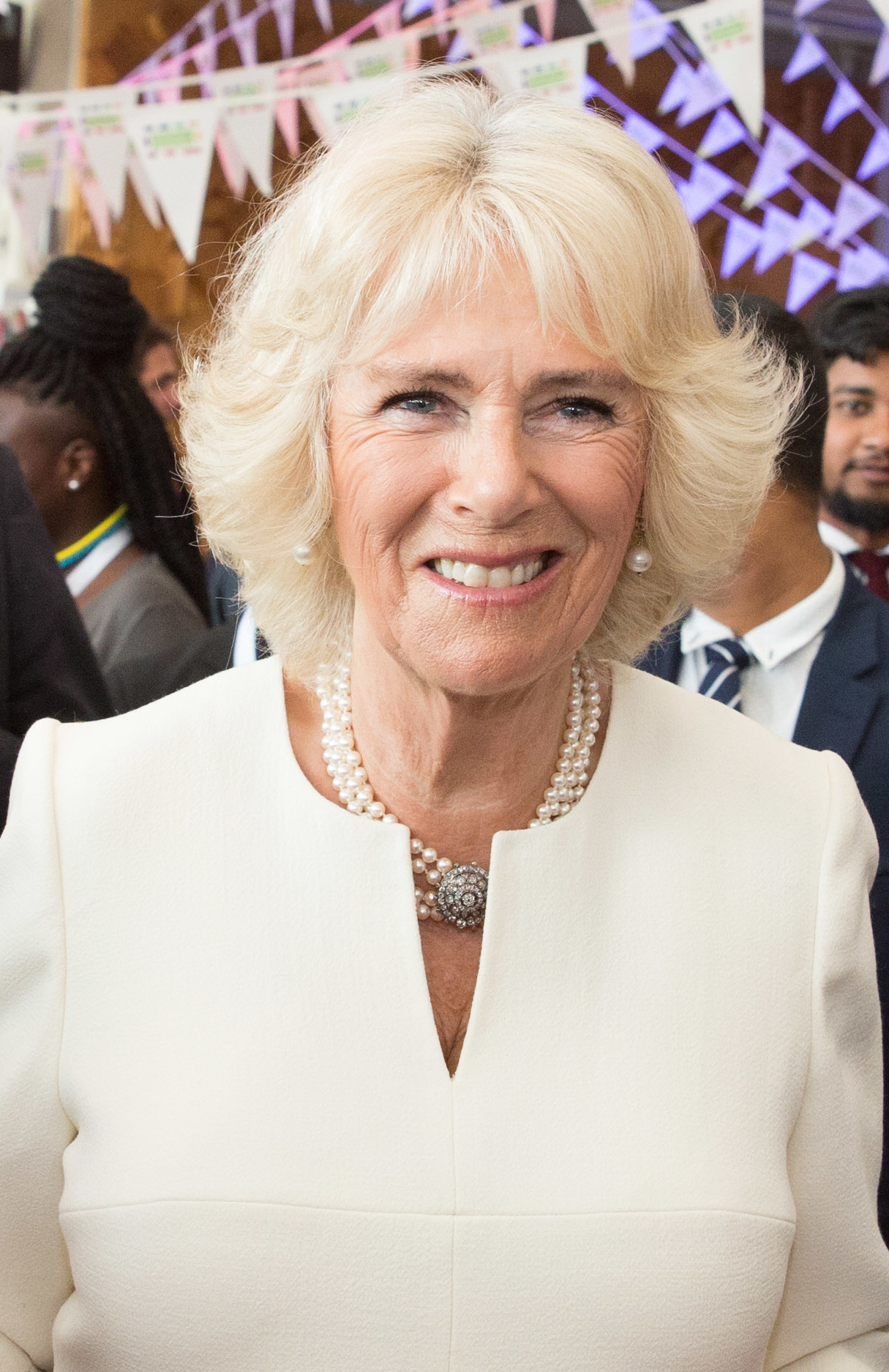
Camila, consorte del rey Carlos III del Reino Unido
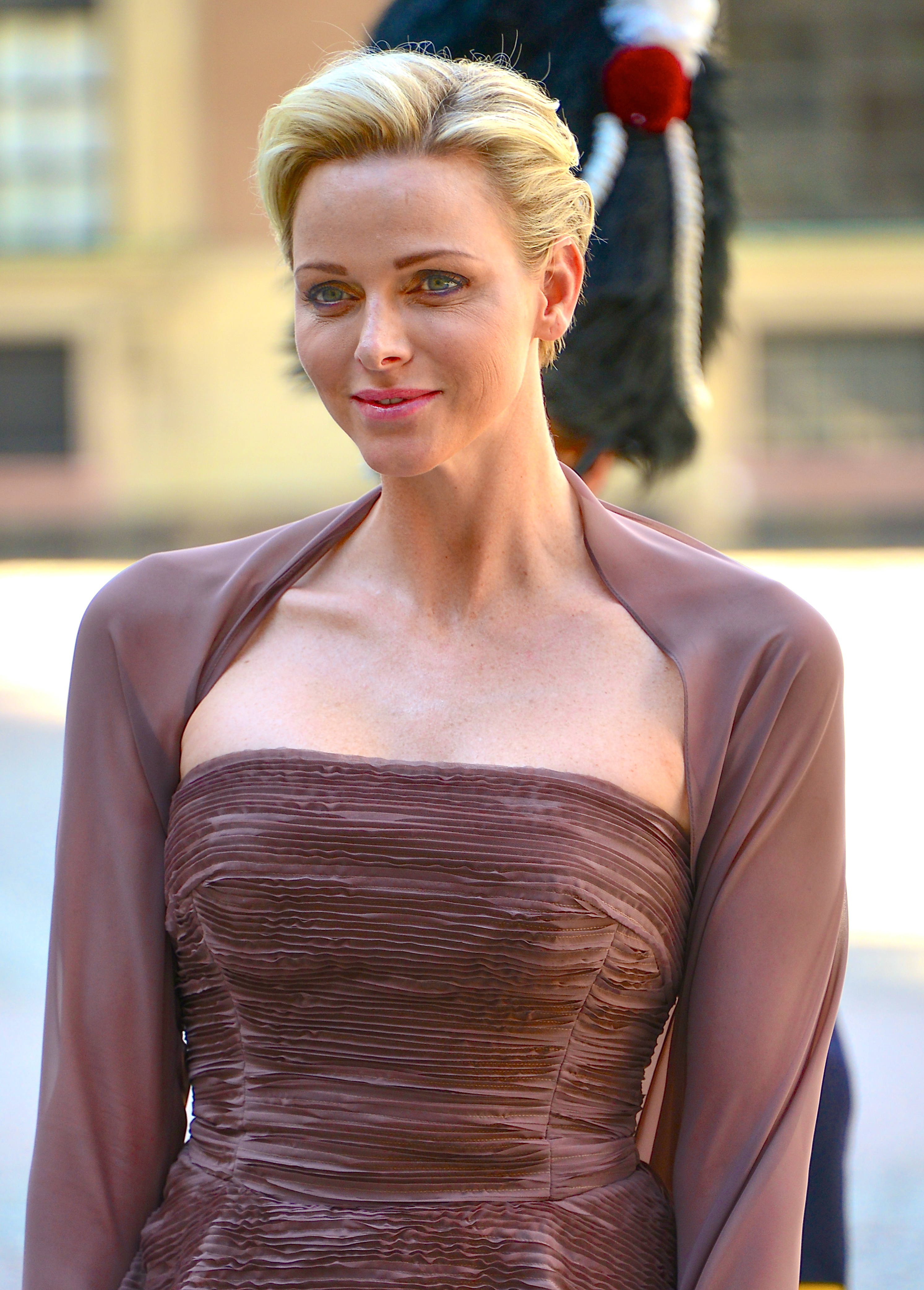
Charlene, princesa consorte del príncipe Alberto II de Mónaco

### Asia

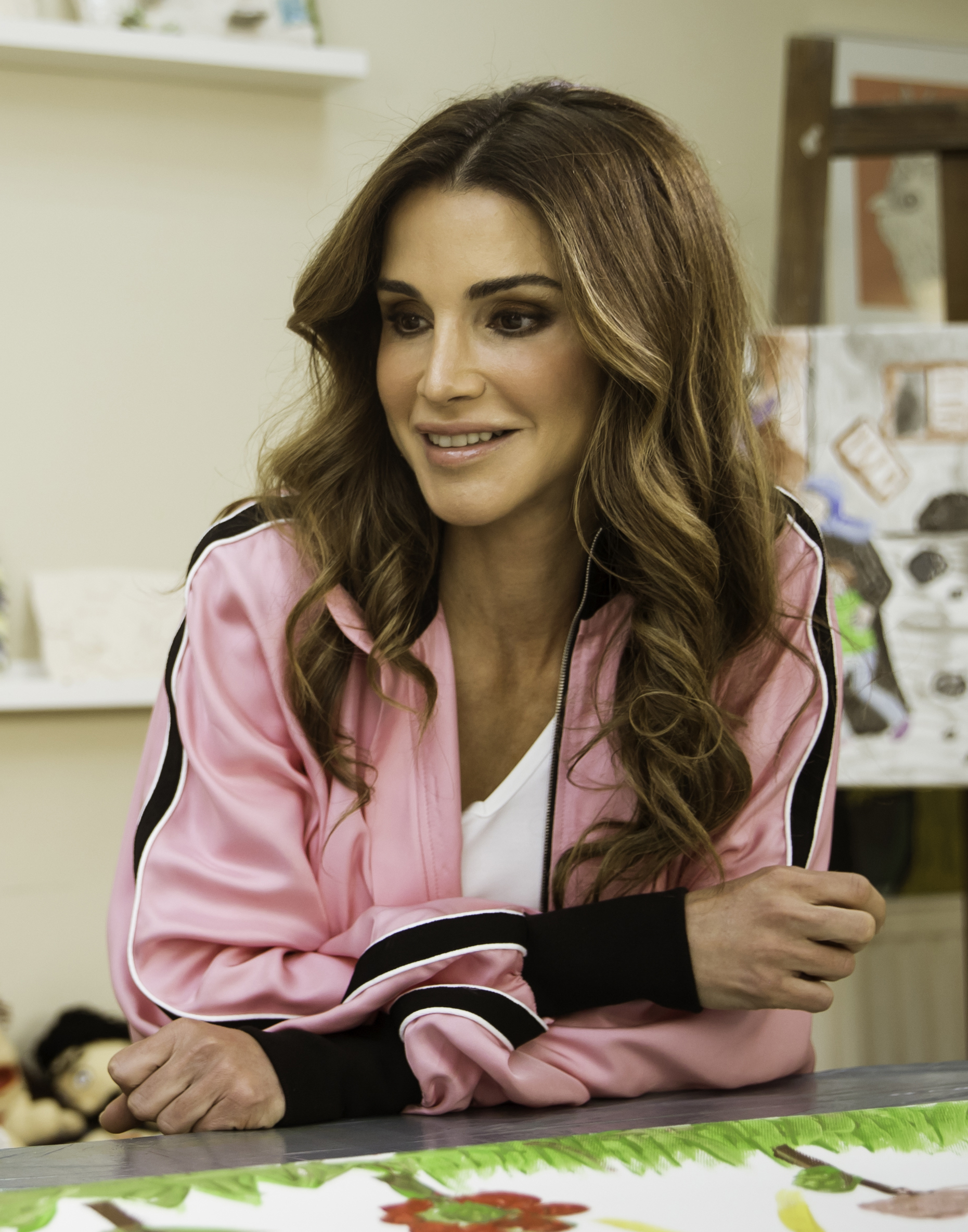
Rania, consorte del rey Abdalá II de Jordania
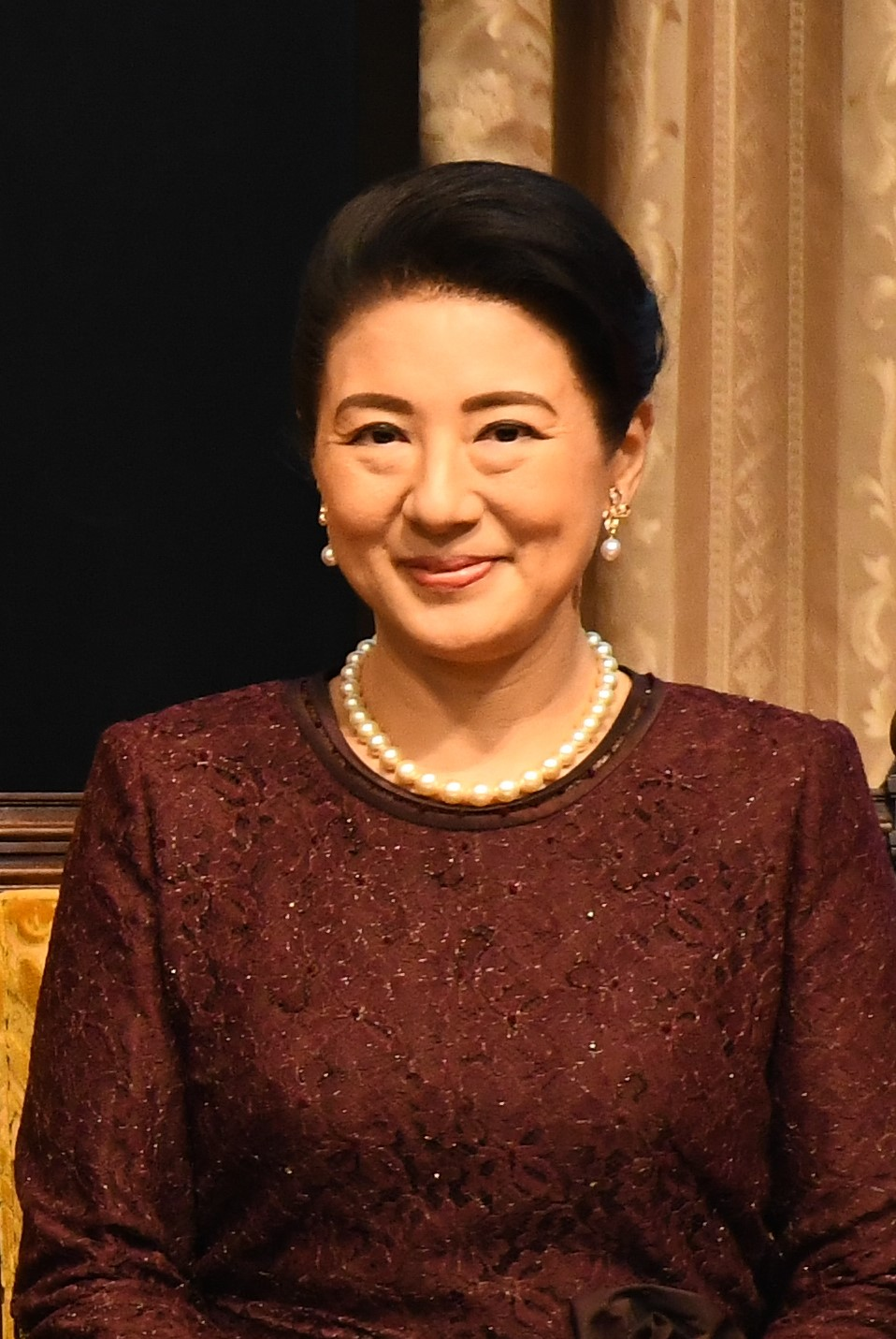
Masako, emperatriz consorte del emperador Naruhito
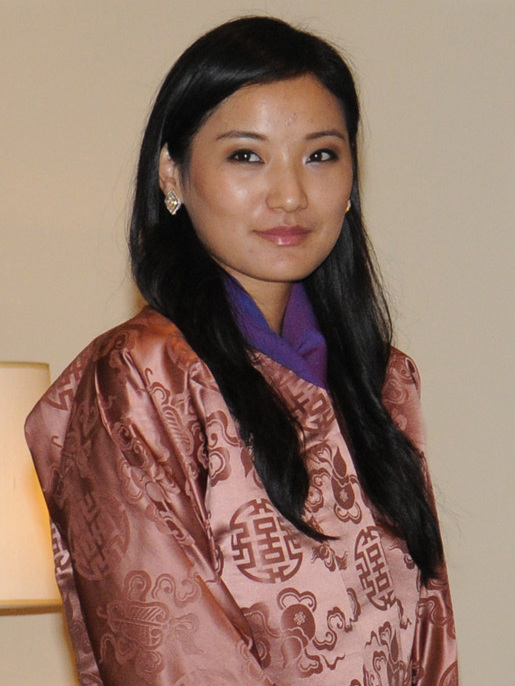
Jetsun Pema, consorte del rey Jigme Khesar Namgyel Wangchuck de Bután
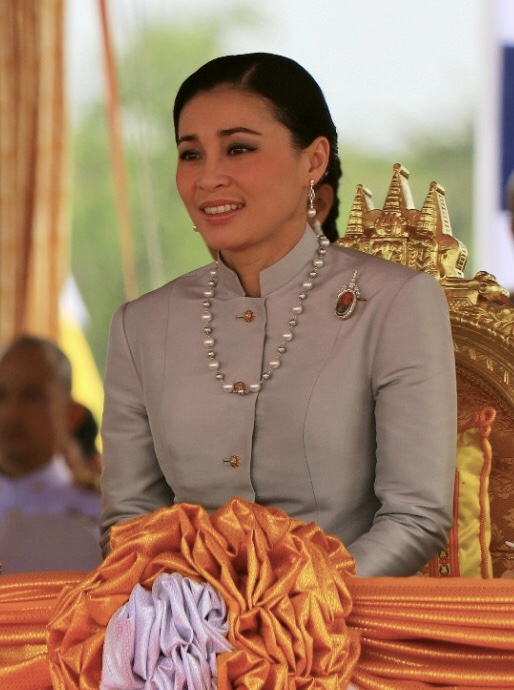
Suthida, consorte del rey Maha Vajiralongkorn de Tailandia
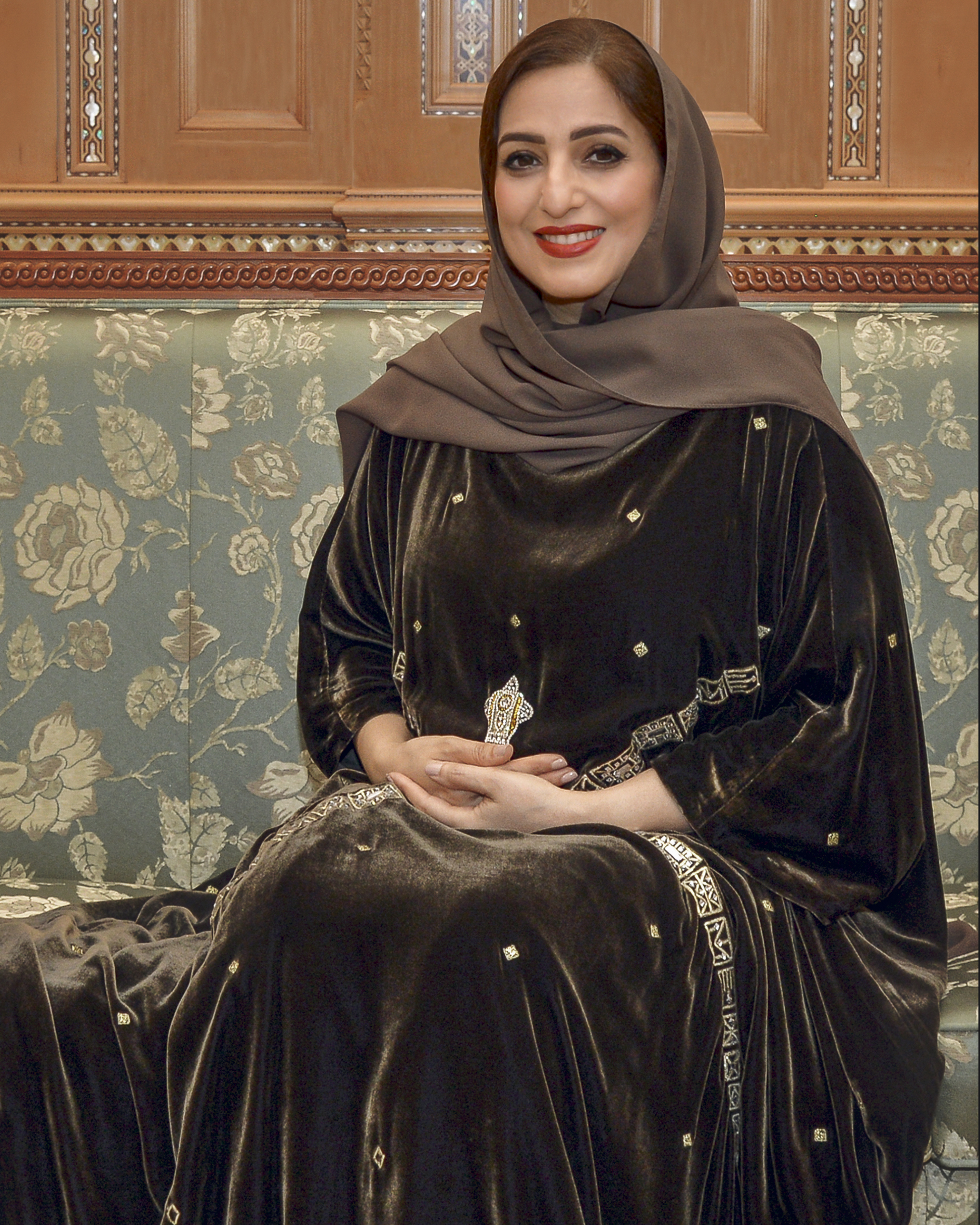
Ahad bint Abdullah, consorte del sultán Haitham bin Tariq Al Said de Omán
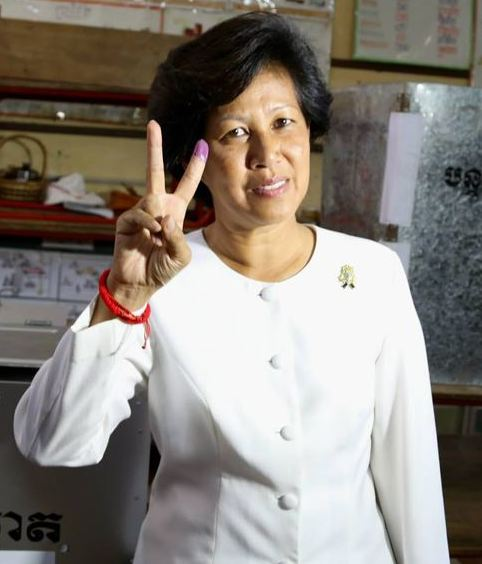
Norodom Arunrasmy (cropped)]]||Norodom Arunrasmy, princesa y hermana del rey Norodom Sihamoní de Camboya, actúa como primera dama
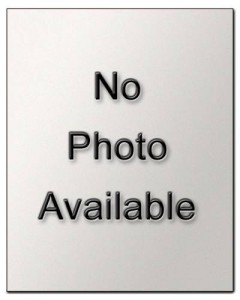
Shamsa bint Suhail Al Mazrouei, consorte del emir Jalifa bin Zayed Al Nahayan de Abu Dabi
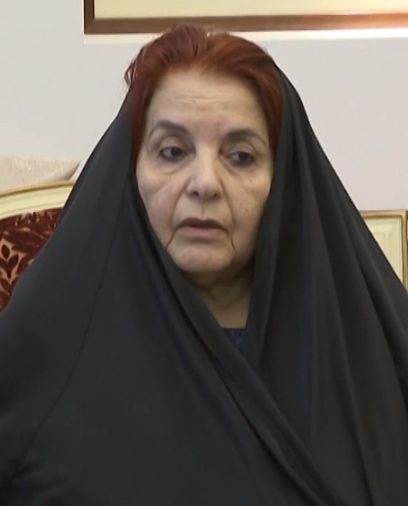
Sabika bint Ibrahim Al Jalifa, consorte del rey Hamad bin Isa Al Jalifa de Baréin
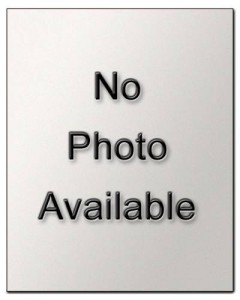
Hind Bint Maktum Bin Juma Al Maktum, primera consorte del emir Mohammed bin Rashid Al Maktoum de Dubái
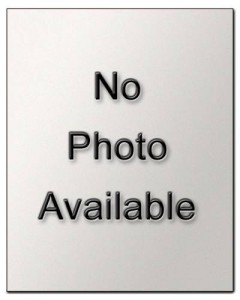
Fahda bint Falah Al Hathleen, consorte del rey Salmán bin Abdulaziz de Arabia Saudita
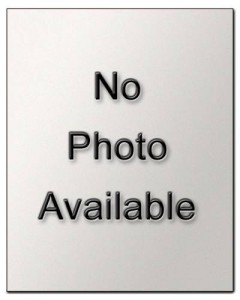
Sharifa Sulaiman Al-Jasem Al-Ghanim, consorte del emir Nawaf Al-Ahmad Al-Yaber Al-Sabah de Kuwait
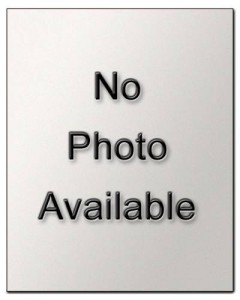
Jawahir bint Hamad Al Thani, consorte del emir Tamim bin Hamad Al Thani de Catar

### África

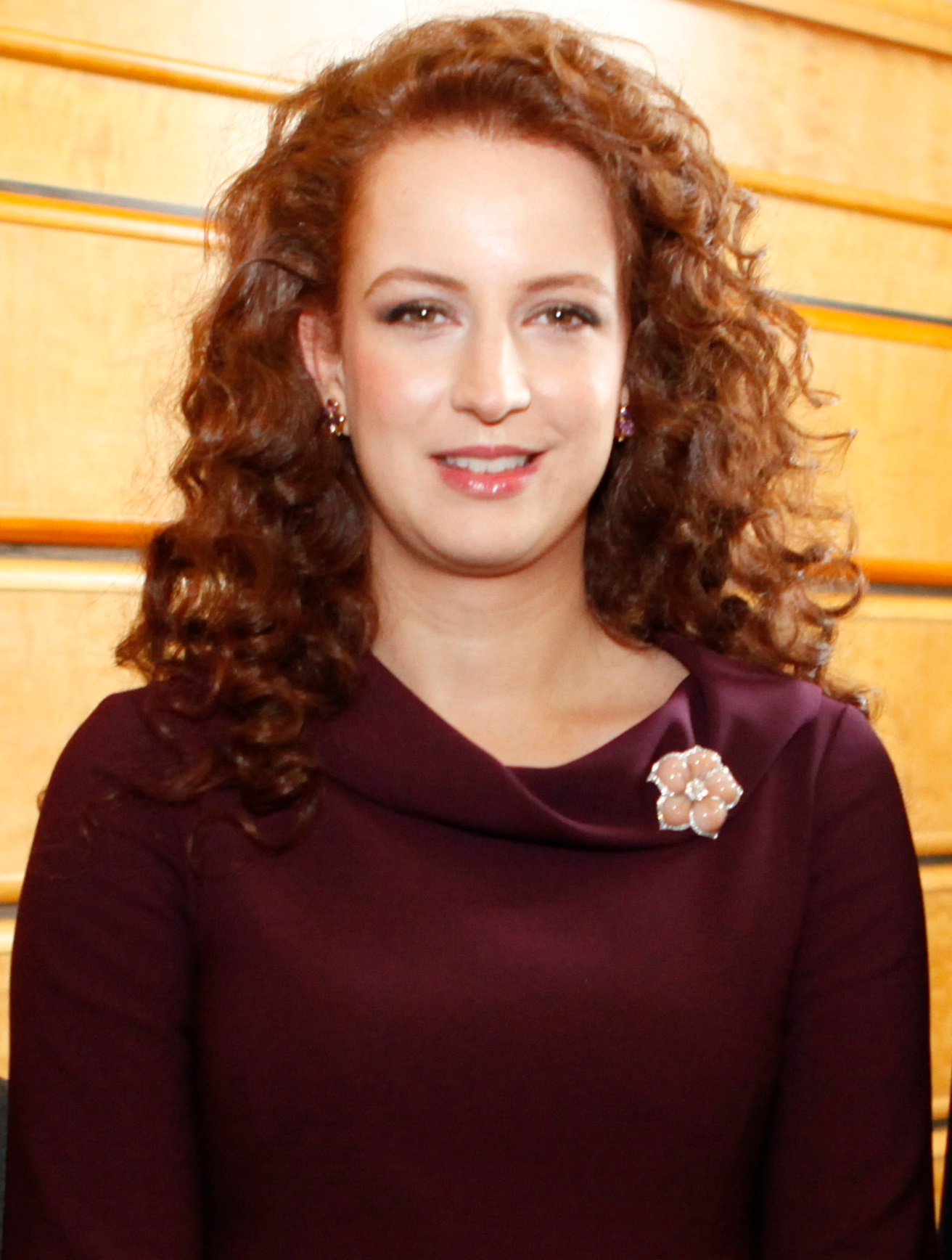
Lalla Salma, princesa consorte del rey Mohamed VI de Marruecos
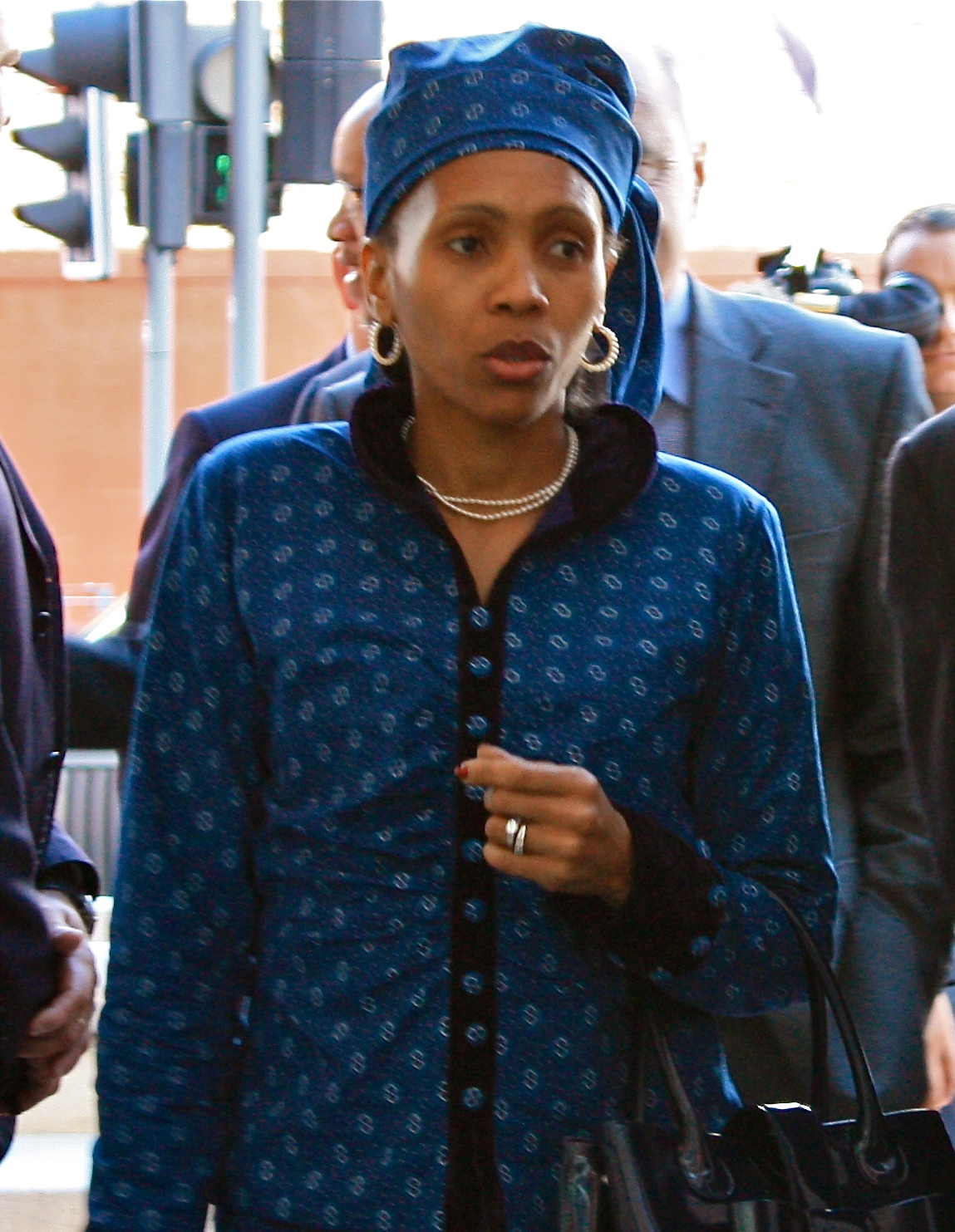
Masenate Mohato Seeiso, consorte del rey Letsie III de Lesoto
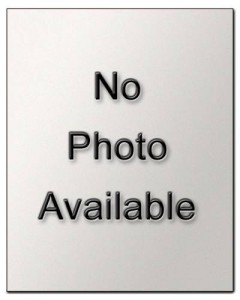
14 esposas del rey Mswati III de Suazilandia

### Oceanía

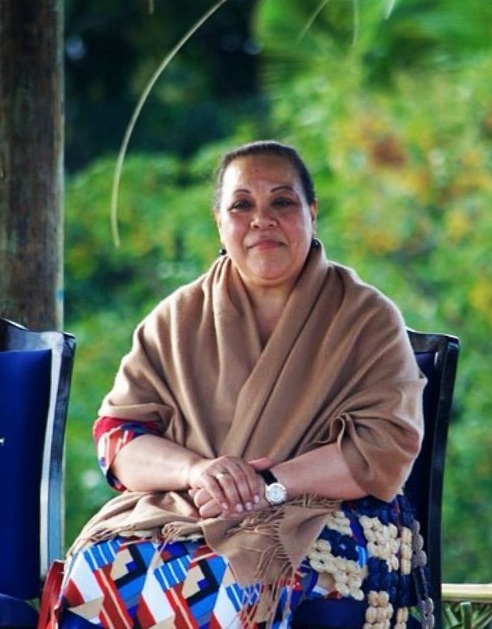
Nanasipauʻu Tukuʻaho, consorte del rey Tupou VI de Tonga
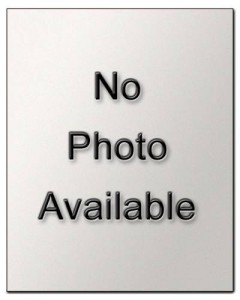
Masiofo Fa'amausili Leinafo, consorte del rey Vaaletoa Sualauvi II de Samoa